# Bilan gan
Bilan gan hay các xét nghiệm chức năng gan là một nhóm các xét nghiệm máu có thể đưa đến các thông tin về tình trạng gan của một bệnh nhân. Các xét nghiệm này bao gồm thời gian đông máu prothrombin (PT/INR), aPTT, albumin, bilirubin (trực tiếp và gián tiếp), và các xét nghiệm khác. Các men chuyển (AST hay gọi là SGOT và ALT hay gọi là SGPT) là các dấu ấn sinh học có ích trong chấn thương gan ở một bệnh nhân vẫn còn giữ được phần nào chức năng gan. Đa số các bệnh gan lúc đầu chỉ gây ra các triệu chứng nhẹ, nhưng các bệnh này cần được phát hiện sớm. Sự tham gia của gan trong một số bệnh có thể mang tầm quan trọng quyết định. Việc xét nghiệm này được thực hiện trên mẫu máu của một bệnh nhân. Một vài xét nghiệm liên quan đến chức năng (như albumin), một vài kiểm tra độ toàn vẹn các tế bào gan (như transaminase), và một vài test có quan hệ với các bệnh lý đường mật (gamma-glutamyl transferase và phosphatase kiềm). Nhiều xét nghiệm sinh hóa có thể được sử dụng để phát hiện sự tồn tại bệnh lý gan, phân biệt các dạng khác nhau của rối loạn gan, xác định mức độ tổn thương gan đã biết, và theo dõi phản hồi của bệnh nhân đối với điều trị. Một số hay toàn bộ các phép đo lường này cũng được thực hiện (thường khoảng hai lần một năm với các ca thông thường) trên các cá nhân đang theo một đơn thuốc nào đó, như là thuốc chống co giật, để đảm bảo các loại thuốc đều không gây tổn hại gan của người bệnh.